# Вилезінек
Вилезінек (пол. Wylezinek) — село в Польщі, у гміні Цельондз Равського повіту Лодзинського воєводства.
Населення — 122 особи (2011).
У 1975-1998 роках село належало до Скерневицького воєводства.

## Демографія
Демографічна структура станом на 31 березня 2011 року:
|          | Загалом | Допрацездатний вік | Працездатний вік | Постпрацездатний вік |
| -------- | ------- | ------------------ | ---------------- | -------------------- |
| Чоловіки | 54      | 15                 | 32               | 7                    |
| Жінки    | 68      | 23                 | 32               | 13                   |
| Разом    | 122     | 38                 | 64               | 20                   |